# Oswaldella terranovae
Oswaldella terranovae är en nässeldjursart som beskrevs av Peña-Cantero och Vervoort 1996. Oswaldella terranovae ingår i släktet Oswaldella och familjen Kirchenpaueriidae.
Artens utbredningsområde är Södra Ishavet. Inga underarter finns listade i Catalogue of Life.